# Red Bank (Karolina Południowa)
Red Bank – jednostka osadnicza w Stanach Zjednoczonych, w stanie Karolina Południowa, w hrabstwie Lexington.